# Nico de Wolf
Pour les articles homonymes, voir De Wolf.
Nico de Wolf (né le 27 octobre 1887 à Apeldoorn et mort le 18 juillet 1967 à Doesburg) est un footballeur international néerlandais. Il participe aux Jeux olympiques d'été de 1912, remportant la médaille de bronze avec les Pays-Bas.

## Biographie
Nico de Wolf reçoit cinq sélections en équipe des Pays-Bas entre 1910 et 1913.
Il participe aux Jeux olympiques d'été de 1912 organisés en Suède. Lors du tournoi olympique, il joue deux matchs, contre la Suède, et la Finlande.

## Palmarès

### Jeux olympiques
- Jeux olympiques de 1912 :
  -  Médaille de bronze.